# 이경현 (가수)
이경현(1985년 3월 14일 ~)은 대한민국의 가수다. 2014년 싱글 <궁금해>로 데뷔했다.

## 방송
- 슈퍼스타K 5 - Top8(7위)
- 트로트 엑스 - Top16

## 음반
- 궁금해 (Curious About You) (2014)
- 반예인 (2016)
- 니가 내곁을 떠나갔네 (2016)
- 잘살자 (2017)
- 행복을 찾아서 (2018)
- 버스가 온다 (2018)